# Antonino Cannavacciuolo
Antonino Cannavacciuolo (Vico Equense, 16 de abril de 1975) es un cocinero y presentador de televisión italiano.

## Biografía
Nació el 16 de abril de 1975 en Vico Equense, en la provincia de Nápoles (Italia). Estudió en la escuela hotelera local "F. De Gennaro", donde su padre también estudió,  obteniendo el Certificado de cocina en 1994. Después de las primeras prácticas en la península de Sorrento, siguió practicando en dos restaurantes franceses de la región de Alsacia, el Auberge dell'Ile en Illhaeusern y el Buerehiesel en Estrasburgo. También trabajó en el restaurante del Grand Hotel Quisisana en Capri (Nápoles), cuando la cocina estaba bajo la gestoría de Gualtiero Marchesi. De esta experiencia, ha habido controversias por Marchesi, señalando que no había habido ninguna cooperación directa con Cannavacciuolo. 
Durante su carrera como chef ha sido galardonado con 3 estrellas Michelin, 3 tenedores de la Guida Gambero Rosso y 3 sombreros de la Guida Espresso. Uno de los muchos premios que tiene es el estar entre los 100 primeros restaurantes europeos según Foodie en 2013.

## Carrera
En 2013, Antonino Cannavacciuolo fue elegido por la Fox como la estrella de la versión italiana de "Pesadilla en cocina", el programa conocido en todo el mundo por Gordon Ramsay: su propósito es ayudar a los propietarios de los restaurantes que tienen dificultades a sacarlos adelante. Todo esto frente a las cámaras. En 2013 lanzó su primer libro de recetas In cucina comando io, publicado por Mondadori y, fue fotografiado para una de las páginas del calendario de Lavazza. Al año siguiente, se publica su segundo libro titulado You want to the chef, también de Mondadori, una obra autobiográfica que ofrece las nociones básicas para abordar la profesión del chef. Después de ser un invitado en dos episodios de la cuarta temporada de MasterChef Italia, se anunció que se incorporaría como juez en las siguientes temporadas a Bruno Barbieri, Joe Bastianich y Carlo Cracco. Gracias a su popularidad, además de su carisma, ha sido invitado en numerosas transmisiones de radio y televisión, entre ellos el Festival de Sanremo 2016. En noviembre de 2015 promovió el primer evento de formación sobre técnicas empresariales en el sector de la restauración, organizado por la Academia Cannavacciuolo, en el hotel Sheraton de Malpensa y en abril de 2016 se celebró un segundo evento en el estadio Olímpico de Roma. En marzo de 2016 se imprimió su tercer libro de recetas, Il piatto forte è l'emozione publicado por Einaudi. Además, en ese mismo año realizó el "Menú de Navidad" con otros chefs para Amref Health Africa (African Medical and Research Foundation), con la participación de Giobbe Covatta.
Es un gran fanático de la pesca y recolecta varillas para este propósito.

## Premios y reconocimientos
- 2003 - 1° Estrella Michelin [3]
- 2003 – 3 tenedores Guida Gambero Rosso
- 2003 – 3 sombreros Guida Espresso
- 2006 - 2° Estrella Michelin
- 2022 - 3° Estrella Michelin